# انرژی بادی در ایالات متحده آمریکا

توان نصب شده تولید انرژی بادی در آمریکا تا پایان سال ۲۰۱۲ بر پایه ایالت

تولید انرژی بادی در ایالت ویرجینیا.

انرژی بادی در سال ۲۰۱۰ میلادی بیش از ۲٫۳٪ از کل برق ایالات متحده آمریکا را تولید می‌کند.
در سال ۲۰۰۸ تولید الکتریسیته با انرژی بادی در ایالات متحده آمریکا فراتر از ۱۶٬۸۰۰ مگاوات گزارش شد. این میزان تأمین انرژی مورد نیاز ۴٫۵ میلیون خانوار آمریکایی را انجام می دهد.
با میزان کنونی نصب نیروگاه‌های بادی در آمریکا و با نصب ۷۵۰۰۰ توربین بادی در آینده نزدیک، برآورد می‌شود که تا سال ۲۰۳۰ نزدیک به ۲۰٪ از برق ایالات متحده را انرژی بادی تأمین کند.
در حال حاضر، ایالت تگزاس پیشرو در نصب و استفاده از نیروی باد در تولید الکتریسیته در ایالات متحده آمریکا است.

## تولید انرژی الکتریسیته بر حسب ایالت
| ایالت            | پتانسیل باد (گیگاوات-ساعت در سال) | ظرفیت نصب شده مگاوات | درصد برق ایالت از باد |
| ---------------- | --------------------------------- | -------------------- | --------------------- |
| داکوتای شمالی    | ۱٬۲۱۰٬۰۰۰                         | ۳۴۵                  | ۵٫۱%                  |
| تگزاس            | ۱٬۱۹۰٬۰۰۰                         | ۴٬۳۵۶                | ۲٫۳%                  |
| کانزاس           | ۱٬۰۷۰٬۰۰۰                         | ۳۶۴                  | ۳٫۱%                  |
| داکوتای جنوبی    | ۱٬۰۳۰٬۰۰۰                         | ۹۸                   | ۱٫۵%                  |
| مونتانا          | ۱٬۰۲۰٬۰۰۰                         | ۱۴۶                  | ۳٫۳%                  |
| نبراسکا          | ۸۶۸٬۰۰۰                           | ۷۳                   | ۱٫۰%                  |
| وایومینگ         | ۷۴۷٬۰۰۰                           | ۲۸۸                  | ۵٫۱%                  |
| اوکلاهوما        | ۷۲۵٬۰۰۰                           | ۶۸۹                  | ۳٫۵%                  |
| مینه‌سوتا         | ۶۵۷٬۰۰۰                           | ۱٬۲۹۹                | ۳٫۸%                  |
| آیووا            | ۵۵۱٬۰۰۰                           | ۱٬۲۷۳                | ۶٫۰%                  |
| کلرادو           | ۴۸۱٬۰۰۰                           | ۱٬۰۶۷                | ۱٫۷%                  |
| نیومکزیکو        | ۴۳۵٬۰۰۰                           | ۴۹۶                  | ۷٫۳%                  |
| آیداهو           | ۷۳٬۰۰۰                            | ۷۵                   | ۰٫۷%                  |
| میشیگان          | ۶۵٬۰۰۰                            | ۳                    | --                    |
| نیویورک          | ۶۲٬۰۰۰                            | ۴۲۵                  | ۰٫۶%                  |
| ایلینوی          | ۶۱٬۰۰۰                            | ۶۹۹                  | --                    |
| کالیفرنیا        | ۵۹٬۰۰۰                            | ۲٬۴۳۹                | ۲٫۱%                  |
| ویسکانسین        | ۵۸٬۰۰۰                            | ۵۳                   | --                    |
| مین              | ۵۶٬۰۰۰                            | ۴۲                   | --                    |
| میزوری           | ۵۲٬۰۰۰                            | ۵۷                   | --                    |
| پنسیلوانیا       | ۴۵٬۰۰۰                            | ۲۹۴                  | ۰٫۳%                  |
| اورگن            | ۴۳٬۰۰۰                            | ۸۸۵                  | ۲٫۴%                  |
| واشینگتن         | ۳۳٬۰۰۰                            | ۱٬۱۶۳                | ۲٫۳%                  |
| ماساچوست         | ۲۵٬۰۰۰                            | ۵                    | --                    |
| یوتا             | ۲۴٬۰۰۰                            | ۱                    | --                    |
| نیوجرزی          | ۱۰٬۰۰۰                            | ۸                    | --                    |
| ویرجینیای باختری | ۵٬۰۰۰                             | ۶۶                   | ۰٫۶%                  |
| ورمانت           | ۵٬۰۰۰                             | ۶                    | --                    |
| اوهایو           | ۴٬۰۰۰                             | ۷                    | --                    |
| نیوهمپشر         | ۴٬۰۰۰                             | ۱                    | --                    |
| تنسی             | ۲٬۰۰۰                             | ۲۹                   | --                    |
| رود آیلند        | ۱٬۰۰۰                             | ۱                    | --                    |
| هاوایی           | --                                | ۶۳                   | ۱٫۰%                  |
| آلاسکا           | --                                | ۲                    | --                    |
| مجموع            | ۱۰۶۷۱۰۰۰                          | ۱۶۸۱۸                | ۰٫۸۵%                 |